# Fidenae

Latium în sec. V î.Hr.

Fidenae sau Fidenes, casa populației Fidenates, a fost un oraș antic din Latium, situat la aproximativ 8 km nord de Roma, pe Via Salaria, care se întindea între aceasta și Tibru. Se afla în apropiere de orașul Veii. Inițial era populat de etrusci. În secolul al VIII-lea î.Hr., în timpul domniei primului rege al Romei, Romulus, Fidenates și Veientes au fost învinse într-un război cu Roma. După această înfrângere, Titus Livius descrie ulterior Fidenae ca pe o colonie romană. 